# Chiesa di San Giuseppe (Torre Annunziata)
La Chiesa di San Giuseppe è un edificio di culto di Torre Annunziata, situato nel quartiere Croce di Pasella, eretto agli inizi del XX secolo su iniziativa di Bartolo Longo. Fa parte dell'ottavo decanato della Diocesi di Nola.

## Storia
Fin dal '700, una tradizione religiosa, era quella di porre alle porte di una città, edicole votive dedicate alla Santa Croce.
A Torre Annunziata, verso la fine del XIX secolo, in una zona di aperta campagna dove erano insediate numerose masserie, su di un terreno di proprietà del conte Fienga, all'estrema periferia cittadina, trovò posto una di queste edicole, nel punto di confine dei cosiddetti paeselli vesuviani, Boscoreale, Pompei e Castellammare di Stabia. Tale località prese il nome di Croce a Pasella.

Tra il 1875 ed il 1901, Bartolo Longo realizzò il Santuario della Beata Vergine del Rosario, nel territorio di Valle di Pompei, all'epoca parte del comune di Torre Annunziata. Croce a Pasella divenne una tappa d'obbligo, sia per i pellegrini che si recavano a Pompei, tra cui il beato Giuseppe Moscati, sia per coloro che dovevano raggiungere l'Agro Nocerino Sarnese o Castellammare, quindi la zona divenne covo di briganti che tendevano agguati ai viandanti. Per risolvere questo problema, Bartolo Longo sollecitò la bonifica ed urbanizzazione della zona, abitata in seguito da diversi coloni dediti a lavori agricoli. Tra questi, la famiglia Amitrano, che ebbe dei benefici agrari dallo stesso Bartolo Longo, in cambio della costruzione a proprie spese, di una chiesa pubblica e non gentilizia, da dedicarsi a San Giuseppe. Anche a causa della limitata disponibilità economica degli Amitrano, i lavori iniziati nel 1901, si conclusero solo nel 1907, grazie anche ai contributi materiali e finanziari delle altre famiglie insediatesi nella zona.

Consacrata nel 1911, la chiesa iniziò la sua attività culturale con il titolo di Rettoria Autonoma, sotto la giurisdizione della Basilica di Maria SS. della Neve.

Chiamato da Bartolo Longo nel 1914, il primo Rettore fu il Venerabile Reverendo don Saverio Montemurro, coadiuvato dal Reverendo don Saverio Valerio. Ricoprì l'incarico fino alla morte, avvenuta nel 1923. Per qualche anno la chiesa fu retta da Don Saverio fino al suo rientro definitivo nel suo paese natio.

Alla morte di Pasquale Amitrano, fondatore e proprietario del luogo di culto, per accordi stipulati prima della costruzione della chiesa (pubblica e non gentilizia), il 27 maggio 1929, gli eredi la donarono alla Reale Arciconfraternita Santa Maria del Suffragio e delle Anime del Purgatorio di Torre Annunziata, con iscrizione notarile del 27 luglio 1932.

Dal 1934 il secondo Rettore fu il Sacerdote don Giovanni Cirillo nominato dal Vescovo di Nola Mons. Egisto Domenico Melchiori, il cui mandato durò per ben trent’anni fino alla sua morte avvenuta il 27 luglio del 1964.
Il 18 ottobre 1964 l’Arciconfraternita S. Maria del Suffragio donò la chiesa alla Parrocchiale di S. Alfonso Maria dé Liguori di Torre Annunziata Centrale, con l'approvazione del Monsignore Adolfo Binni Vescovo di Nola ed atto di donazione dell’8 giugno 1966.
Con la crescita urbanistica, demografica ed industriale della zona di Croce di Pasella, don Antonio De Felice, parroco della chiesa di S. Alfonso Maria dé Liguori, consigliò al Vescovo Binni di erigere la chiesa di S. Giuseppe a Parrocchia, il quale accolse la richiesta.

Il 1º novembre 1967 la chiesa fu eretta a Parrocchiale, il primo parroco fu don Salvatore Fusco che ne prese Possesso Canonico il successivo 19 novembre.

## La struttura
Con il rettorato di Montemurro, la chiesa raggiunse il massimo splendore artistico e la sua piena funzionalità spirituale e pastorale. Agli inizi del 900, la chiesa presentava uno stile neoclassico preconciliare, il soffitto era completamente affrescato, probabilmente dagli stessi decoratori del Santuario di Pompei, il lato sopra l’altare presentava la Sacra Famiglia in una quotidiana scena di Gerusalemme: la Vergine Maria che filava la lana seduta al fuso, Giuseppe che piallava e Gesù Bambino con una croce tra le mani con volto triste e occhi rivolti al cielo prefigurava la sua Passione che gli additava lo Spirito Santo; nel lato dell’aula liturgica, il dipinto di un grande foro di una cornice neoclassica decorata con drappeggio e rami di rose e negli angoli decori di foglie di acanto. Dalla cornice si intravedeva il cielo con le nuvole e in esso coppie di puttini che dal cielo scendevano nell’aula spargendo gigli e rose.
L’altare era rivestito di marmi policromi, sotto la mensa sostituiva il paliotto una nicchia che custodiva le reliquie di un santo martire il cui nome era sconosciuto. L’area presbiterale era chiusa da un’artistica balaustra di cemento armato recante al centro un cancelletto in ferro battuto.
A destra dell’altare era collocato un artistico pulpito in legno provvisto di scaletta tondeggiante e a sinistra un organetto in legno il cui suono era alimentato dai mantici a pedali.
Montemurro fece chiudere il finestrone centrale della parete centrale del presbiterio e vi fece costruire il trono con colonne e timpano aperto, sormontato sull’altare marmoreo per accogliere e dare centralità alla statua di San Giuseppe sistemata prima nella nicchia destra del presbiterio, diventata poi finestra, completando la facciata della chiesa apponendo sul frontone il suo motto di vita Soli Deo Honor et Gloria. I lavori furono finanziati da una benefattrice di Gravina di Puglia, la quale era una penitente del santo sacerdote.
Il Concilio Ecumenico Vaticano II portò grandi rinnovamenti ed anche la chiesa di S. Giuseppe si adeguò al tempo. I lavori cancellarono i segni del passato, dagli affreschi del soffitto al pavimento, l’altare a spalla fu sostituito dall’altare mensa, sistemato al centro dell’area presbiteriale, su una predella in muratura di tre gradini rivestita di marmo. Al centro della sommità frontale della mensa fu sistemato un tabernacolo amovibile.

Ulteriori lavori di manutenzione furono effettuati nel 2005, grazie ad una legge regionale del 27 dicembre 2004, che prevedeva contributi per la manutenzione degli edifici di culto.
L’Arcivescovo Mons. Beniamino Depalma a nome della Diocesi di Nola donò una somma che garantì la sicurezza e il recupero funzionale della chiesa, lo stesso fecero molte famiglie e singoli fedeli con le loro donazioni spontanee. 
Il 1º maggio 2006, la chiesa riaprì dopo cinque mesi di chiusura per i necessari lavori di manutenzione.